# Jian (Zhou-König)
König Jian von Zhou (chinesisch 周簡王, Pinyin Zhōu Jiǎn Wáng), persönlicher Name Ji Yi, war der zweiundzwanzigste König der chinesischen Zhou-Dynastie und der zehnte der östlichen Zhou.

## Familie
Söhne:
- Prinz Xiexin (王子洩心; gest. 545 v. Chr.), regierte als König Ling von Zhou von 571–545 v. Chr.

- ein Sohn (gest. 545 v. Chr.), der der Stammvater der Dan-Linie und der Vater von Dan Kuo (儋括) war
  - Bekannt als Dan Ji (儋季)

## Quelle
1. ↑  Michael Loewe & Edward Shaughnessy, ed.: The Cambridge History of Ancient China. Cambridge University Press, 1999.

| Vorgänger | Amt                                | Nachfolger |
| --------- | ---------------------------------- | ---------- |
| Ding      | König von Zhou 585 bis 572 v. Chr. | Ling       |

| Personendaten    | Personendaten                                        |
| ---------------- | ---------------------------------------------------- |
| NAME             | Jian                                                 |
| ALTERNATIVNAMEN  | 周簡王 (chinesisch); Zhōu Jiǎn Wáng (Pinyin); Ji, Yi |
| KURZBESCHREIBUNG | chinesischer König                                   |
| GEBURTSDATUM     | vor 585 v. Chr.                                      |
| STERBEDATUM      | nach 572 v. Chr.                                     |